# Anta (departament)
Departament Anta (hiszp. Departamento Anta) – departament położony w prowincji Salta. Stolicą departamentu jest Joaquín Víctor González.
Departament jest położony we wschodniej części prowincji. Od zachodu graniczy z departamentem Metan i departamentem General Güemes. Od wschodu graniczy z departamentem Rivadavia, od północy z departamentem Oran. Graniczy także z trzema prowincjami Jujuy, Santiago del Estero i Chaco.
Departament składa się z trzech odrębnych regionów różniących się od siebie części. Na północnym zachodzie obszar dżungli na zboczach gór Cerros de Pereyra. Są to obszary o opadzie rocznym dochodzącym do 2000 mm. Drugim jest Umbral al Chaco, wąski pas lądu między pierwszymi pasmami Andów a suchym płaskowyżem na wschodzie departamentu. Jest to obszar o opadzie rocznym przekraczającym 700 mm. Dominuje to rolnictwo. Ostatnim rejonem jest suchy płaskowyż  Chaco semiarido. Rzeźba terenu jest mało zróżnicowana. Klimat charakteryzuje się wysokimi temperaturami wiosną i latem oraz bardzo suchymi zimami. Opady zazwyczaj nie przekraczają 550 mm. Na terenie departamentu znajduje się Park Narodowy El Rey.
Przez departament przepływa rzeka Salado, dopływ Parany, która lokalnie nazywa się Rio Juramento.
W 2010 roku populacja departamentu wynosiła 57411.
W skład departamentu wchodzą m.in. miejscowości: Apolinario Saravia, El Quebrachal, Las Lajitas, General Pizarro.